# Skalské rašeliniště
Skalské rašeliniště este o arie protejată (arie specială de conservare — SAC, sit de importanță comunitară — SCI) din Republica Cehă întinsă pe o suprafață de 45,35 ha, integral pe uscat.

## Localizare
Centrul sitului Skalské rašeliniště este situat la coordonatele 49°55′08″N 17°12′34″E / 49.918889°N 17.209444°E.

## Înființare
Situl Skalské rašeliniště a fost declarat sit de importanță comunitară în aprilie 2005 pentru a proteja 1 specie de plante. Situl a fost protejat și ca arie specială de conservare în iulie 2012.

## Biodiversitate
Situată în ecoregiunea continentală, aria protejată nu include niciun habitat protejat.
La baza desemnării sitului se află o specie protejată de  plante: Hamatocaulis vernicosus.